# Água Santa (Río Grande del Sur)
Água Santa es un municipio brasilero del estado de Río Grande del Sur. Pertenece a la región geográfica Noroeste y a la microrregión Passo Fundo.

## Historia
Alrededor de 1920, vinieron a la localidad de Água Santa inmigrantes italianos oriundos de las regiones de Antônio Prado, Veranópolis, Garibaldi y alrededores, formando así el primer núcleo de moradores.
Cuando estos se establecieron en la región, descubrieron una gruta natural, distante 2 km de la actual sede del municipio. En esta gruta brotaba una fuente cuya agua era considerada milagrosa por los primeros moradores, que acreditaban haber curado varias enfermedades. Hoy es el principal punto turístico del municipio, considerado un lugar santo.
Desde el punto de vista étnico, la población de Água Santa, está compuesta en un 95% de descendientes de origen italiano; este hecho es debido a la presencia de costumbres, hábitos y tradiciones italianas, especialmente, la profunda religiosidad del pueblo, tradicionalmente católico.